# 備北信用金庫
備北信用金庫（びほくしんようきんこ）は、岡山県高梁市に本店を置く信用金庫。略称はびしん。

## 沿革
旧備北信用金庫

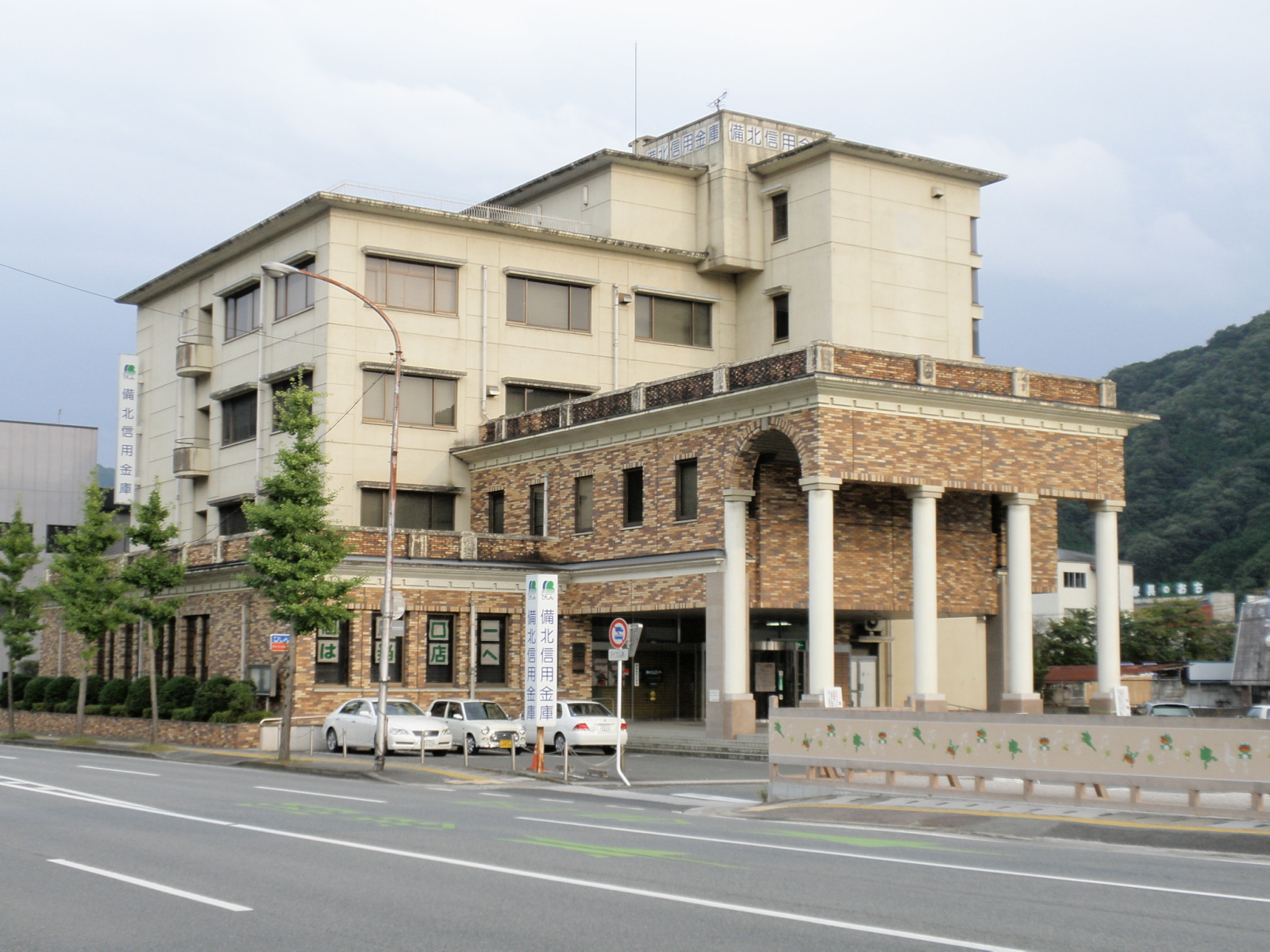
新見営業部

- 1931年11月2日 - 有限責任高梁信用組合として設立。
- 1952年3月 - 信用金庫に転換、高梁信用金庫に改組。
- 1952年5月 - 備北信用金庫に名称変更。

旧新見信用金庫
- 1949年2月 - 市街地信用組合法により新見信用組合設立。その後、新見信用金庫になる。

備北信用金庫
- 1995年10月 - 旧備北信用金庫と旧新見信用金庫の2信金の合併により新たに備北信用金庫を設立。

## 事業区域
- 高梁市、新見市、真庭市、総社市のうち旧吉備郡昭和町域、加賀郡、真庭郡、井原市のうち旧小田郡美星町域、鳥取県日野郡日野町、鳥取県日野郡日南町

## ATMについて
- ATMでは、おかやまATMネットサービスに加盟している岡山県内各金融機関（県内の他の信用金庫(★に掲げられた6信金)、中国銀行・トマト銀行・笠岡信用組合）のキャッシュカード、及び県外の信用金庫（しんきんATMゼロネットサービス）のキャッシュカードについては自信金扱いとなる（サービスの詳細は各項目を参照のこと）。

（★は、おかやま・水島・津山・玉島・吉備・備前日生を示す）